# Sojuz TMA-10M
Sojuz TMA-10M (ryska: Союз ТMA-10M) var en flygning i det ryska rymdprogrammet. Flygningen transporterade Oleg Kotov, Sergey Ryazansky och Michael S. Hopkins till och från Internationella rymdstationen ISS.
Farkosten sköts upp från Kosmodromen i Bajkonur 25 september 2013 med en Sojuz-FG-raket. Farkosten dockade med rymdstationen den 26 september 2013.
Den 11 mars 2014 lämnade man ISS. Några timmar senare återinträdde farkosten i jordens atmosfär och landade i Kazakstan.
I och med att farkosten lämnade rymdstationen var Expedition 38 avslutad.